# Ève Chambrot
Ève Chambrot est une enseignante et autrice française.

## Biographie
Enseignante en Français langue étrangère, Ève Chambrot anime également des ateliers d’écriture, et cela notamment à Sciences Po Nancy. En 1994, elle travaille à l’Institut National de la Langue Française. 
En 2012, elle publie une première nouvelle, La Polygraphie du cavalier, suivie de Aux centimètres près en 2013, toutes deux primées,.
En 2013, Ève Chambrot publie son premier roman, Nœud de pomme, aux éditions La Valette Éditeur. Avec une écriture cinématographique, l’autrice réalise un portrait d'une femme dans la durée,.

## Distinctions
- 2012 : Prix Don Quichotte de la nouvelle
- 2014 : Prix de la micro-nouvelle des Éditions l'Iroli